# Harold Cohen
Harold Cohen, né le 1er mai 1928 à Londres et mort le 27 avril 2016 à Encinitas est un artiste britannique connu comme le créateur d'AARON, un programme informatique conçu pour produire des peintures et des dessins de manière autonome. Son travail, à l'intersection de l'intelligence artificielle et de la peinture a donné lieu à des expositions dans de nombreux musées, dont la Tate Gallery de Londres.

## Biographie

### Enfance et études
Harold Cohen naît à Londres, fils de parents juifs polono-russes. Il a effectué ses études à la Slade School of Fine Art.

### Carrière
En 1966, il représente la Grande-Bretagne à la Biennale de Venise. En 1968, il déménage aux États-Unis pour un poste de maître de conférences invité à l'université de Californie à San Diego. Devenu professeur, il y est resté jusqu'en 1994 ; il y a un temps été directeur du département des arts visuels. Il a dirigé le centre de recherche en informatique et en arts de l'UC San Diego de 1992 à 1998.
Après sa retraite de l'UCSD, il continue à travailler sur AARON et à produire de nouvelles œuvres d'art dans son studio d'Encinitas, en Californie.
En 2014, Cohen reçoit le prix ACM SIGGRAPH Distinguished Artist Award for Lifetime Achievement.
Au début de l'année 2016, Cohen lance un nouveau projet avec AARON appelé Fingerpainting for the 21st Century. Dans ce projet, il utilise un écran tactile pour colorer et achever numériquement les œuvres d'art. Dans les projets AARON précédents, les images étaient produites sous forme physique avant que Cohen n'apporte des modifications.

### AARON
Les travaux de Cohen sur AARON ont commencé en 1968 à l'Université de Californie à San Diego. Il a d'abord écrit AARON en langage de programmation C, mais s'est finalement tourné vers le langage Lisp, en disant que le langage C était « trop rigide, trop inexpressif pour traiter quelque chose d'aussi complexe sur le plan conceptuel que la couleur. »

### Vie privée
Son frère est le peintre Bernard Cohen, figure de la peinture abstraite britannique.

Il a partagé sa vie avec l'éminente poétesse japonaise Hiromi Itō,.